# Wil (Zurique)
Wil é uma comuna da Suíça, situada no distrito de Bülach, no cantão de Zurique. Tem 8,95 km² de área e sua população em 2018 foi estimada em 1.425 habitantes.